# Elección parcial

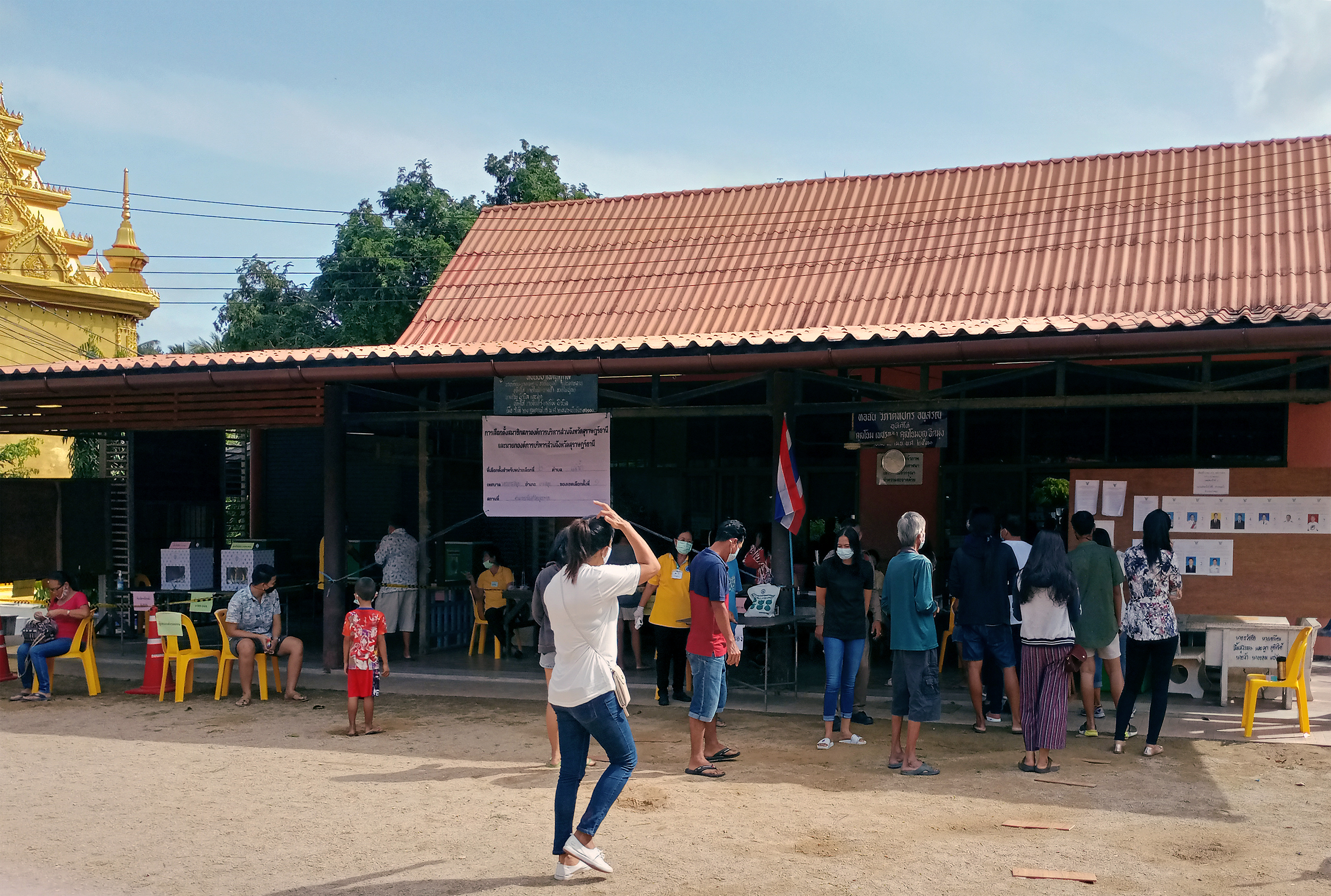
Elección provincial tailandesa 20 de diciembre de 2020, Koh Samui, provincia de Surat Thani.

Una elección parcial o complementaria es una posibilidad que puede tener lugar en determinados estados democráticos en función de la cual se lleva a cabo una convocatoria de elecciones para cubrir algún puesto político que ha quedado vacante en un determinado momento entre los periodos de elecciones generales.
En los casos en los que la legislación lo contempla, la elección parcial suele tener lugar motivada por el fallecimiento o la dimisión del cargo electo, aunque también puede ocurrir si el ocupante del puesto resultara inhabilitado para dicho cargo. También podría tener lugar en casos de anulación parcial de las elecciones generales debido a irregularidades en la votación, o de no haberse presentado candidaturas en una circunscripción.
La posibilidad de elección parcial está íntimamente relacionada con los sistemas democráticos en los que la elección se dirige a un candidato determinado y no a una lista. En los segundos, existen normalmente vías políticas para suplir las bajas sin necesidad de convocar nuevas elecciones. 

## Aplicación por países

### Argentina
En Argentina la constitución de 1853 en el artículo 39 dice: "En caso de vacante [de un diputado], el Gobierno de provincia, o de la Capital, hace proceder a la elección legal de un nuevo miembro". Antes de 1963 las vacantes eran suplidas con una elección parcial, o en la siguiente elección general eligiendo un diputado de más con un mandato reducido de 2 años. Con la adopción del sistema proporcional D'Hont en 1963 todas las vacantes desde entonces son suplidas por el siguiente candidato en la lista.

### Chile
En Chile, durante la vigencia de la Constitución de 1925, se realizaban elecciones complementarias en los casos de vacancia del cargo de un diputado o senador antes del último año de su mandato. Dichas elecciones complementarias «fueron adquiriendo una significación y alcances muy superiores al mero reemplazo de un legislador», en tanto que sirvieron de termómetro para medir la popularidad que tenía en ese momento el gobierno de turno. A través de la elección complementaria la ciudadanía demostraba su acuerdo o desacuerdo con las políticas del gobierno; si se realizaban en medio de una campaña electoral presidencial, servía para evaluar la situación de las candidaturas, como preámbulo de la elección presidencial.
Una elección complementaria icónica fue el Naranjazo, en la que el resultado (donde ganó el candidato socialista Óscar Naranjo Arias) repercutió de manera decisiva en la elección presidencial de 1964, en la que el voto de derecha fue a parar al candidato de centro Eduardo Frei Montalva, para evitar la victoria de Salvador Allende.
Las elecciones complementarias fueron suprimidas tras la promulgación de la Constitución de 1980, cuyo artículo 51 expresamente señala: «En ningún caso procederán elecciones complementarias».

### España
En países como España, por ejemplo, no suelen darse las elecciones parciales debido a que todo el sistema electoral se basa en listas cerradas. En caso de baja de un cargo (ya sea un diputado, diputado autonómico o concejal) el puesto queda cubierto por el siguiente candidato de la lista. No obstante, existen varios ejemplos de elecciones parciales en España en los últimos años.